# Centralni masiv
Centralni masiv (francosko Massif Central, izgovorjeno [masif sɑ̃tʁal]; okcitansko Massís Central, izgovorjeno [maˈsis‿senˈtral]) je visokogorsko območje sredi južne Francije, ki ga sestavljajo gore in planote. Obsega približno 15 % celinske Francije.
Ob vulkanizmu, ki je zamrl v zadnjih 10.000 letih, so te osrednje gore od Alp ločene z globokim prelomom sever-jug, ki ga je ustvarila reka Rona (Rhône) in v francoščini znan kot sillon rhodanien (dobesedno 'brazda Rone'). Regija je predstavljala, do odprtja avtoceste A75, oviro za promet znotraj Francije. Ta ni samo olajšala potovanja sever-jug, ampak tudi odprla dostop do samega masiva.

## Geografija in geologija
Centralni masiv je star masiv, ki je nastal med variskansko orogenezo in je večinoma sestavljen iz granitnih in metamorfnih kamnin. Dvig Alp v paleogenskem obdobju, na južnem predelu pa tudi dvig Pirenejev, ga je močno dvignil in na vzhodnem delu povzročil da je videti geološko mlajši.
Masiv tako predstavlja močno asimetričen profil višine z visokogorjem na jugu in na vzhodu (Seveni), ki prevladuje v dolini Rone in planotah Languedoca, nasprotno pa je manj povišano območje Limousin na severozahodu.
Ta tektonska gibanja so povzročila prelome in so lahko izvor vulkanizma v masivu (vendar hipoteza še ni dokazana). Pravzaprav lahko nad kristalinskim temeljem opazujemo številne vulkane različnih tipov in starosti: vulkanske planote (Aubrac, Cézallier), stratovulkani (Monts du Cantal, Monts Dore) in majhni, zelo nedavni monogeni vulkani (Chaîne des Puys, Vivarais). Celotna regija vsebuje veliko koncentracijo približno 450 ugaslih vulkanov. Chaîne des Puys, veriga, ki teče od severa do juga in obsega  manj kot 160 km2, jih vsebuje 115. V masivu je tudi regijski naravni park vulkanov d’Auvergne (Parc naturel régional des volcans d'Auvergne).
Na jugu je eno izjemno območje, sestavljeno iz lastnosti, imenovanih causses  v francoščini, sestavljeno iz dvignjenih krednih platojev, ki jih presekajo zelo globoki kanjoni. Najbolj znan od njih je Gorges du Tarn (kanjon reke Tarn).

## Gore
Pogorja, z značilnimi posameznimi gorami, so (približno od severa proti jugu): 
- Chaîne des Puys
  - Puy de Dôme (1464 m)
  - Puy de Pariou (1210 m)
  - Puy de Lassolas (1187 m)
  - Puy de la Vache (1167 m)
- Monts Dore
  - Puy de Sancy (1886 m)
- Monts du Lyonnais
- Mais Pilat
  - Crêt de la Perdrix (1431 m)
- Mounts of Cantal
  - Plomb du Cantal (1855 m)
  - Puy Mary (1787 m)
- Forez
  - Pierre-sur-Haute (1634 m)
- L'Aubrac
  - Signal de Mailhebiau (1469 m)
- Monts de La Margeride
  - Signal de Randon (1551 m)
- Monts du Vivarais (Ardèche)
  - Mont Mézenc (1753 m)
  - Mont Gerbier de Jonc (1551 m)
- Seveni
  - Mont Lozère (1699 m), najvišji nevulkanski vrh
  - Mont Aigoual (1567 m), blizu Le Vigan, Florac
- Monts de Lacaune
  - Montgrand (1267 m)
- Monts de l'Espinouse
  - Sommet de l'Espinouse (1124|m)
- Montagne Noire
  - Pic de Nore (1211 m)

- Chaine des Puys v Auvergne
- Puy de Sancy (1886 m)
- Pogorje Seveni
- Kanjo reke Tarn

## Visoke planote
- Causse du Larzac
- Planota Millevaches
- Planota Lévézou
- Causse du Comtal
- Causse de Sauveterre
- Causse de Sévérac
- Causse Méjean
- Causse Noir
- Causse de Blandas

## Upravne enote
V osrednji del masiva se štejejo naslednji departmaji: Allier, Ardèche, Aude, Aveyron, Cantal, Corrèze, Creuse, Gard, Haute-Loire, Haute-Vienne, Hérault, Loire, Lot, Lozère, Puy-de-Dôme, Rhône in Tarn; to so deli regij Burgundija - Franche-Comté, Auvergne - Rona - Alpe, Nova Akvitanija in Okcitanija (Occitanie).
Največja mesta v regiji so Clermont-Ferrand, Limoges in Saint-Étienne.